# Dewey-Humboldt
Dewey-Humboldt est une ville située dans le comté de Yavapai dans l'État de l'Arizona aux États-Unis. Dewey-Humboldt était une census-designated place (CDP) lors du recensement de 2000. À ce moment, la population y était de 6 295 habitants.

## Démographie
| 1990  | 2000  | 2010  | - | - | - |
| ----- | ----- | ----- | - | - | - |
| 3 640 | 3 453 | 3 894 | - | - | - |

## Annexe